# Suwandi Siswoyo
Suwandi Siswoyo (Gresik Regency, 10 marzo 1972) è un ex calciatore indonesiano, di ruolo difensore.

## Carriera

### Club
Ha giocato nella prima divisione indonesiana.

### Nazionale
Con la nazionale indonesiana ha partecipato ai Coppa d'Asia 1996.